# 은색딕딕
은색딕딕 또는 은색작은영양(Madoqua piacentinii)은 작은 영양의 일종으로 소말리아 남동부 해안을 따라 저지대의 무성한 덤불 속과 에티오피아 남동부 세벨리 계곡의 아카시아-콤미포라 덤불 지역에서 발견된다. 딕딕 중에서 가장 작은 종으로 몸길이 45~50 cm, 어깨 높이 30~33cm에 몸무게는 2~3 kg 정도이다. 등과 옆구리는 회색이 감도는 은빛을 띠는 반면에 발과 귀 그리고 주둥이는 황토색을 띤다. 보전 상태는 거의 알려져 있지 않지만 개체수가 감소하는 것으로 간주하고 있다.